# Saarbrücken Hauptbahnhof
Saarbrücken Hauptbahnhof is een spoorwegstation in de Duitse plaats Saarbrücken. Het station behoort tot de Duitse stationscategorie 2. Het station werd in 1852 geopend.

## Treindienst
| Serie           | Treinsoort                         | Route                                                                                            | Bijzonderheden                                                  |
| --------------- | ---------------------------------- | ------------------------------------------------------------------------------------------------ | --------------------------------------------------------------- |
| TGV 9560 ICE 82 | TGV / InterCityExpress (SNCF / DB) | Paris Est – Forbach – Saarbrücken Hbf – Kaiserslautern Hbf – Mannheim Hbf – Frankfurt (Main) Hbf | Rijdt éénmaal per vier uur. Één trein per dag stopt in Forbach. |
| TER 86300 RE 19 | TER (SNCF)                         | Strasbourg-Ville – Mommenheim – Sarreguemines – Saarbrücken Hbf                                  | Rijdt eenmaal per dag.                                          |
| TER 88800 RE 18 | TER (SNCF)                         | Metz-Ville – Rémilly – Faulquemont – Saint-Avold – Béning – Forbach – Saarbrücken Hbf            |                                                                 |
| STB 1           | Stadtbahn (Saarbahn)               | Sarreguemines – Brebach – Saarbrücken Hbf – Lebach-Jabach                                        |                                                                 |